# Shangri-La (Toronto)
Shangri-La Toronto ist ein Hotel und Wohngebäude in Downtown Toronto, Kanada. Das Gebäude verfügt über 65 Etagen und eine Höhe von 214 Metern. Das Gebäude wurde von dem kanadischen Architekten aus Vancouver James Cheng entworfen und von der Westbank Projects Corp. gebaut. Das Team hat in dieser Zusammenstellung auch das 201 Meter hohe Gebäude Living Shangri-La, in Vancouver gebaut. Das Hotel wird von Shangri-La Hotels and Resorts betrieben und wird über 220 Zimmer verfügen. Der Wohnteil wird über 353 Einheiten verfügen. Das Gebäude befindet sich an der University Avenue und Adelaide Street, in der Nähe und westlich des Financial District von Toronto.

## Geschichte
Die Aushubarbeiten begannen im Jahr 2008. Die Fundamentarbeiten an der Tiefgarage begannen im Frühjahr 2009. Vor den Fundamentarbeiten wurden an der Baustelle archäologische Grabungen durchgeführt. Dabei wurden viele Artefakte gefunden und sichergestellt. Insgesamt wurden Aushubarbeiten bis 31 Meter in das Erdreich durchgeführt, um genügend Platz für die Tiefgarage zu erhalten. Auf dem Grundstück befanden sich vor dem Gebäude mehrere kleinere Gebäude, die abgerissen wurden. Einige historische Gebäude in direkter Nachbarschaft wurden erhalten, jedoch neugebaut, wobei die historischen Fassaden saniert und erhalten wurden.